# Болотов, Геннадий Георгиевич
Геннадий Георгиевич Болотов (27 сентября 1939, Владивосток, СССР — 7 октября 2004, Киев, Украина) — советский и украинский актер театра и кино, сценарист. Заслуженный артист УССР (1987).

## Биография
В 1957—1966 — актёр Архангельского театра драмы им. М. В. Ломоносова, сначала во вспомогательном составе, затем стал одним из ведущих мастеров театра. Сыграл более 30 ролей.
В 1981 году окончил режиссёрское отделение Киевского государственного театрального института имени И. К. Карпенко-Карого.
С 1960 года снимался в кино. Принимал участие в телепередачах в качестве ведущего и актёра. Вместе с народным артистом СССР С. Н. Плотниковым вёл цикл передач «О наших моряках поморах», выступал в концертных программах.
После отъезда из Архангельска полностью посвятил себя кинематографу и работал на украинских киностудиях. Снялся более чем в 84 фильмах, в основном в эпизодах.
Занимался дубляжем.
Автор сценария кинофильма «Сельские жители».

## Избранные театральные роли
- Денис Давыдов — «Денис Давыдов» В. Соловьева;
- Тятев — «Егор Булычов и другие», М. Горького;
- Борис — «Ленинградский проспект» И. Штока;
- Марсиаль — «Интервенция» Л. Славина;
- Двадцатилетний — «Щедрый вечер», В. Блажек
- Президент фон Вальтер в спектакле «Страсти по Шиллеру» и др.

## Избранная фильмография
| - 1960 — Человек с будущим — рабочий - 1961 — Две жизни - 1964 — Повесть о Пташкине — шофёр - 1972 — Бой после победы — сопровождающий Кремера - 1973 — Огонь - 1973 — Дума о Ковпаке (1 фильм «Набат») — партизан - 1973 — Не пройдет и года… — Орлов, прораб - 1974 — Тайна партизанской землянки - 1974 — Белый круг - 1975 — Дума о Ковпаке (2 фильм «Буран») — Иван Тимофеевич Егоров, лётчик - 1975 — Вы Петьку не видели? — колхозник - 1975 — Волны Чёрного моря (Фильм 2. «Зимний ветер») — гайдамак - 1975 — Порт — пленный - 1976 — Быть братом — доктор - 1976 — Такая она, игра — помощник Басова - 1976 — Место спринтера вакантно - 1976 — Праздник печёной картошки - 1976 — Щедрый вечер - 1977 — Ненависть — эпизод - 1977 — Право на любовь — эпизод - 1977 — Родные — Анатолий Васильевич, председатель колхоза «Октябрь» - 1977 — Талант — Меркулов - 1978 — Искупление чужих грехов — барон - 1978 — Накануне премьеры — актёр - 1978 — Подпольный обком действует — эпизод - 1978 — Неудобный человек — Юрий Юрьевич Трошин, начальник планового отдела - 1979 — Вавилон ХХ — кулак - 1979 — Семейный круг — сослуживец Татьяны Михайловны - 1979 — Дачная поездка сержанта Цыбули — ординарец полковника - 1979 — Полоска нескошенных диких цветов - 1979 — Тяжёлая вода — штурман - 1980 — Цветы луговые — Иван Федорович, председатель колхоза - 1980 — Долгие дни, короткие недели… — рабочий на собрании - 1980 — Мужество — участник собрания - 1980 — Платон мне друг — участник собрания - 1981 — Девушка и море — боцман Гнат Гнатыч - 1982 — Грачи - 1982 — Если враг не сдаётся… — Константин Васильевич Крайнюков | - 1982 — Свадебный подарок — отец Оксаны - 1982 — Тайны святого Юра - 1982 — Женские радости и печали — старшина - 1983 — Весна надежды - 1984 — В лесах под Ковелем — Владимир Николаевич Дружинин - 1984 — Если можешь, прости… — Мощнов, актёр - 1984 — Твоё мирное небо - эпизод - 1984 — Лучшие годы - 1985 — Контрудар — полковник интендантской службы - 1985 — Мы обвиняем — А. И. Захаров, народный заседатель - 1985 — Подвиг Одессы - 1985 — Прыжок - 1986 — Мост через жизнь — Щербина, начальник горпункта - 1986 — Запорожец за Дунаем — Сакка-баши - 1986 — Обвиняется свадьба — гость - 1987 — К расследованию приступить - 1987 — Лейтенант С. — полковник - 1988 — Штормовое предупреждение — Пётр Федорович Волокуша, заместитель директора комбината - 1989 — Войди в каждый дом - 1989 — В знак протеста — отец сержанта - 1989 — На привязи у взлётной полосы - 1989 — Театральный сезон — Виктор Николаевич, дежурный редактор - 1990 — Война на западном направлении (телесериал) — комендант смоленского гарнизона, полковник Малышев - 1990 — Ивин А. — офицер - 1990 — Имитатор - 1990 — Теплая мозаика ретро и чуть-чуть - 1991 — Из жития Остапа Вишни — начальник лагеря - 1991 — Личное оружие — Осипенко, генерал милиции - 1991 — Казаки идут - 1994 — Притча про светлицу - 2000 — Мойщики автомобилей - 2001 — Леди Бомж - 2002 — Критическое состояние - 2004 — Небо в горошек — проводник - 2006 — Богдан-Зиновий Хмельницкий - 2007 — Одна любовь души моей — мельник |